# Hitachi Football Club 1990-1991
Questa voce raccoglie le informazioni riguardanti l'Hitachi Football Club nelle competizioni ufficiali della stagione 1990-1991.

## Stagione
Pur venendo eliminato al primo turno delle coppe l'Hitachi, rafforzato durante il calciomercato dall'inserimento dell'ex centravanti del Nissan Motors Wagner Lopes (che, nel corso della stagione, si laureò capocannoniere del torneo firmando 33 delle 102 reti complessive messe a segno dalla squadra), dominò la classifica della seconda divisione risalendo prontamente in massima serie.

## Rosa
| N. |                     | Ruolo | Calciatore        |
| -- | ------------------- | ----- | ----------------- |
| 1  | Giappone (bandiera) | P     | Hirokazu Goshi    |
| 3  | Brasile (bandiera)  | D     | Régis Angeli      |
| 4  | Giappone (bandiera) | D     | Shougo Iida       |
| 6  | Giappone (bandiera) | C     | Toru Yoshikawa    |
| 7  | Brasile (bandiera)  | A     | Zé Sérgio         |
| 8  | Giappone (bandiera) | C     | Musashi Mizushima |
| 9  | Brasile (bandiera)  | A     | Wagner Lopes      |
| 10 | Giappone (bandiera) | A     | Hirokazu Onitsuka |
| 11 | Giappone (bandiera) | A     | Hiroyuki Kiyokawa |

| N. |                     | Ruolo | Calciatore          |
| -- | ------------------- | ----- | ------------------- |
| 14 | Giappone (bandiera) | A     | Makoto Kitano       |
| 17 | Giappone (bandiera) | C     | Tomoyoshi Ikeya     |
| 22 | Giappone (bandiera) | P     | Noriyuki Kawamata   |
| 27 | Giappone (bandiera) | A     | Takahiro Shimotaira |
| 28 | Giappone (bandiera) | A     | Takashi Shoji       |
|    | Giappone (bandiera) | P     | Dai Satō            |
|    | Giappone (bandiera) | C     | Takeshi Hoshi       |
|    | Giappone (bandiera) | C     | Shingo Hoshino      |
|    | Giappone (bandiera) | A     | Yoshirō Abe         |

## Risultati

### Japan Soccer League Cup
| 19 agosto 1990                               | Sumitomo Metals      | 1 – 1 (d.t.s.) | Hitachi |  |
| \| \| \| \| \| \| Tiri di rigore 3 – 2 \| \| |                      |                |         |  |
|                                              |                      |                |         |  |
|                                              | Tiri di rigore 3 – 2 |                |         |  |

### Coppa dell'Imperatore
| Fukuyama 15 dicembre 1990 | Mazda | 2 – 1 | Hitachi |  |

## Statistiche

### Statistiche di squadra
| Competizione          | Punti | Totale | Totale | Totale | Totale | Totale | Totale | DR  |
| Competizione          | Punti | G      | V      | N      | P      | Gf     | Gs     | DR  |
| --------------------- | ----- | ------ | ------ | ------ | ------ | ------ | ------ | --- |
| JSL Division 1        | 82    | 30     | 27     | 1      | 2      | 102    | 19     | +83 |
| JSL Cup               | -     | 1      | 0      | 0      | 1      | 1      | 1      | 0   |
| Coppa dell'Imperatore | -     | 1      | 0      | 0      | 1      | 1      | 2      | -1  |
| Totale                | -     | 32     | 27     | 1      | 4      | 104    | 22     | +82 |

### Statistiche dei giocatori
| Giocatore     | JSL      | JSL  | JSL         | JSL        | JSL Cup  | JSL Cup | JSL Cup     | JSL Cup    | Coppa dell'Imperatore | Coppa dell'Imperatore | Coppa dell'Imperatore | Coppa dell'Imperatore | Totale   | Totale | Totale      | Totale     |
| Giocatore     | Presenze | Reti | Ammonizioni | Espulsioni | Presenze | Reti    | Ammonizioni | Espulsioni | Presenze              | Reti                  | Ammonizioni           | Espulsioni            | Presenze | Reti   | Ammonizioni | Espulsioni |
| ------------- | -------- | ---- | ----------- | ---------- | -------- | ------- | ----------- | ---------- | --------------------- | --------------------- | --------------------- | --------------------- | -------- | ------ | ----------- | ---------- |
| H. Goshi      | ?        | ?    | 0           | 0          | ?        | ?       | 0           | 0          | ?                     | ?                     | 0                     | 0                     | ?        | ?      | 0           | 0          |
| S. Iida       | ?        | ?    | 0           | 0          | ?        | ?       | 0           | 0          | ?                     | ?                     | 0                     | 0                     | ?        | ?      | 0           | 0          |
| T. Ikeya      | 25       | 0    | 0           | 0          | 1        | 0       | 0           | 0          | ?                     | ?                     | 0                     | 0                     | 26+      | 0+     | 0           | 0          |
| T. Hoshi      | ?        | ?    | 0           | 0          | ?        | ?       | 0           | 0          | ?                     | ?                     | 0                     | 0                     | ?        | ?      | 0           | 0          |
| H. Kiyokawa   | 30       | 8    | 0           | 0          | 1        | 0       | 0           | 0          | ?                     | ?                     | 0                     | 0                     | 31+      | 8+     | 0           | 0          |
| M. Kitano     | 10       | 1    | 0           | 0          | 0        | 0       | 0           | 0          | ?                     | ?                     | 0                     | 0                     | 10+      | 1+     | 0           | 0          |
| W. Lopes      | 23       | 33   | 0           | 0          | 1        | 0       | 0           | 0          | ?                     | ?                     | 0                     | 0                     | 24+      | 33+    | 0           | 0          |
| M. Mizushima  | 7        | 6    | 0           | 0          | 0        | 0       | 0           | 0          | ?                     | ?                     | 0                     | 0                     | 7+       | 6+     | 0           | 0          |
| T. Shimotaira | 3        | 0    | 0           | 0          | 0        | 0       | 0           | 0          | ?                     | ?                     | 0                     | 0                     | 3+       | 0+     | 0           | 0          |
| T. Shoji      | 1        | 0    | 0           | 0          | 0        | 0       | 0           | 0          | ?                     | ?                     | 0                     | 0                     | 1+       | 0+     | 0           | 0          |
| A. Regis      | ?        | 23   | 0           | 0          | ?        | ?       | 0           | 0          | ?                     | ?                     | 0                     | 0                     | ?        | 23+    | 0           | 0          |
| T. Yoshikawa  | 30       | 0    | 0           | 0          | 1        | 0       | 0           | 0          | ?                     | ?                     | 0                     | 0                     | 31+      | 0+     | 0           | 0          |